# Чемпионат Норвегии по футболу 2012
Типпелига сезона 2012 — 68-й сезон чемпионата Норвегии по футболу с момента его основания. «Мольде» защитил титул чемпиона. Сезон начался 23 марта и завершился 18 ноября 2012. В турнире приняло участие 16 команд.
По итогам предыдущего сезона лигу покинули «Старт» и «Сарпсборг 08». Их заменили «Хёнефосс» и «Саннес Ульф», занявшие соответственно 1-е и 2-е места в Первом дивизионе 2011.

## Участники
| Клуб         | Город       | Стадион            | Вместимость | Покрытие  |
| ------------ | ----------- | ------------------ | ----------- | --------- |
| Олесунн      | Олесунн     | Колор Лайн         | 10,778      | Синтетика |
| Хёугесунн    | Хёугесунн   | Хёугесунн          | 5,200       | Трава     |
| Бранн        | Берген      | Бранн              | 17,824      | Трава     |
| Сондаль      | Согндал     | Фосшугане Кампус   | 5,402       | Трава     |
| Лиллестрём   | Лиллестрём  | Оросен             | 11,637      | Трава     |
| Санднес Ульф | Саннес      | Саннес Идреттспарк | 3,850       | Трава     |
| Мольде       | Мольде      | Акер               | 11,167      | Трава     |
| Одд Гренланд | Шиен        | Скагерак Арена     | 13,500      | Синтетика |
| Русенборг    | Тронхейм    | Леркендал          | 21,850      | Трава     |
| Фредрикстад  | Фредрикстад | Фредрикстад        | 12,560      | Трава     |
| Стабек       | Берум       | Telenor Arena      | 15,000      | Трава     |
| Хёнефосс     | Хёнефосс    | AKA Арена          | 3,500       | Синтетика |
| Стрёмсгодсет | Драммен     | Марьенлист         | 7,500       | Синтетика |
| Тромсё       | Тромсё      | Алфхейм            | 7,500       | Синтетика |
| Викинг       | Ставангер   | Викинг             | 16,600      | Трава     |
| Волеренга    | Осло        | Уллевол            | 25,572      | Трава     |

## Тренерские перестановки
| Команда     | Прежний тренер     | Дата увольнения | Место команды в турнире | Новый тренер   | Дата назначения |
| ----------- | ------------------ | --------------- | ----------------------- | -------------- | --------------- |
| Сондаль     | Харальд Эббрек     | 31 декабря 2011 |                         | Йоннас Олссон  | 1 января 2012   |
| Лиллестрём  | Петтер Белсвик     | 31 декабря 2011 |                         | Магнус Хаглунд | 1 января 2012   |
| Стабек      | Йорген Леннартссон | 31 декабря 2011 |                         | Петтер Белсвик | 2 января 2012   |
| Фредрикстад | Том Фредди Ауне    | 10 мая 2012     | 13                      | Тронд Амундсен | 10 мая 2012     |
| Викинг      | Аге Харейде        | 9 июня 2012     | 10                      | Кьелл Йоневрет | 19 июня 2012    |

## Турнирная таблица
| М  | Команда      | И  | В  | Н  | П  | Мячи    | ±   | О  | Примечания                                   |
| -- | ------------ | -- | -- | -- | -- | ------- | --- | -- | -------------------------------------------- |
| 1  | Мольде       | 30 | 19 | 5  | 6  | 51 − 31 | +20 | 62 | Второй квалификационный раунд Лиги Чемпионов |
| 2  | Стрёмсгодсет | 30 | 17 | 7  | 6  | 62 − 40 | +22 | 58 | Второй квалификационный раунд Лиги Европы    |
| 3  | Русенборг    | 30 | 15 | 10 | 5  | 53 − 26 | +27 | 55 | Первый квалификационный раунд Лиги Европы    |
| 4  | Тромсё       | 30 | 14 | 7  | 9  | 45 − 32 | +13 | 49 |                                              |
| 5  | Викинг       | 30 | 14 | 7  | 9  | 41 − 36 | +5  | 49 |                                              |
| 6  | Бранн        | 30 | 13 | 3  | 14 | 57 − 50 | +7  | 42 |                                              |
| 7  | Хогесунд     | 30 | 11 | 9  | 10 | 46 − 40 | +6  | 42 |                                              |
| 8  | Волеренга    | 30 | 12 | 5  | 13 | 42 − 44 | −2  | 41 |                                              |
| 9  | Лиллестрём   | 30 | 9  | 12 | 9  | 46 − 47 | −1  | 39 |                                              |
| 10 | Одд Гренланд | 30 | 11 | 7  | 12 | 40 − 43 | −3  | 39 |                                              |
| 11 | Олесунд      | 30 | 9  | 11 | 10 | 40 − 41 | −1  | 38 |                                              |
| 12 | Сондаль      | 30 | 8  | 10 | 12 | 29 − 37 | −8  | 34 |                                              |
| 13 | Хёнефосс     | 30 | 7  | 12 | 11 | 30 − 42 | −12 | 33 |                                              |
| 14 | Санднес Ульф | 30 | 8  | 8  | 14 | 44 − 56 | −12 | 32 | Плей-офф на вылет в первый дивизион          |
| 15 | Фредрикстад  | 30 | 9  | 3  | 18 | 42 − 59 | −17 | 30 | Вылет в первый дивизион                      |
| 16 | Стабек       | 30 | 5  | 2  | 23 | 25 − 69 | −44 | 17 | Вылет в первый дивизион                      |

И — игры, В — выигрыши, Н — ничьи, П — проигрыши, Мячи — забитые и пропущенные голы, ± — разница голов, О — очки

С «Одд Гренланд» снято 1 очко.

## Стыковые матчи
22.11

«Улленсакер Киса» — «Саднес  Ульф» - 0:4
Голы:Bertolt  , 24, Гюткнер , 80, Helle, 85, Holmvik, 90.

25.11

«Саднес Ульф» — «Улленсакер Киса» - 3:1 Голы: Хейланн, 20, Гюткьер , 31, (с пен.), 68, (с пен.) — Rosenkilde, 18.

## Результаты матчей
|                  | Мол | Стр | Рус | Тро | Вик | Бра | Хёу | Вол | Одд | Лил | Оле | Сог | Хён | Сан | Фре | Ста |
| ---------------- | --- | --- | --- | --- | --- | --- | --- | --- | --- | --- | --- | --- | --- | --- | --- | --- |
| 1. Мольде        |     | 2:1 | 2:0 | 3:2 | 1:2 | 2:1 | 1:0 | 2:0 | 3:1 | 3:2 | 2:1 | 2:1 | 1:0 | 3:2 | 2:0 | 4:3 |
| 2. Стрёмсгодсет  | 1:1 |     | 2:1 | 2:0 | 1:0 | 2:0 | 3:3 | 3:2 | 1:0 | 3:3 | 4:0 | 3:0 | 4:0 | 2:1 | 5:0 | 3:1 |
| 3. Русенборг     | 1:0 | 3:3 |     | 3:0 | 1:1 | 3:1 | 5:2 | 3:0 | 0:0 | 1:1 | 3:0 | 0:0 | 0:1 | 2:0 | 0:1 | 3:1 |
| 4. Тромсё        | 1:1 | 4:0 | 1:1 |     | 5:1 | 2:0 | 2:0 | 3:1 | 0:1 | 5:1 | 1:0 | 1:1 | 0:0 | 3:1 | 1:0 | 3:0 |
| 5. Викинг        | 1:0 | 3:2 | 1:4 | 0:1 |     | 2:1 | 0:2 | 2:1 | 1:0 | 1:2 | 1:1 | 2:1 | 2:1 | 5:0 | 3:0 | 1:0 |
| 6. Бранн         | 4:1 | 1:2 | 2:1 | 0:2 | 0:0 |     | 3:2 | 1:2 | 6:2 | 2:3 | 2:1 | 5:0 | 3:2 | 3:1 | 2:0 | 2:1 |
| 7. Хогесунд      | 2:0 | 2:3 | 0:1 | 1:1 | 1:0 | 2:1 |     | 4:2 | 0:1 | 1:1 | 4:2 | 0:0 | 1:1 | 3:2 | 1:0 | 4:1 |
| 8. Волеренга     | 1:2 | 1:1 | 0:0 | 1:0 | 1:0 | 1:1 | 2:1 |     | 3:1 | 1:2 | 0:0 | 0:2 | 3:2 | 4:0 | 3:2 | 1:2 |
| 9. Одд Гренланд  | 0:0 | 2:1 | 0:1 | 2:2 | 1:4 | 1:0 | 2:1 | 2:3 |     | 2:0 | 3:0 | 0:4 | 4:0 | 2:2 | 1:1 | 1:2 |
| 10. Лиллестрём   | 1:1 | 0:1 | 2:2 | 4:2 | 0:0 | 3:4 | 0:0 | 1:1 | 1:1 |     | 0:0 | 1:0 | 2:2 | 1:3 | 1:2 | 6:0 |
| 11.Олесунд       | 0:1 | 3:1 | 2:2 | 0:0 | 1:1 | 2:0 | 2:2 | 3:1 | 2:1 | 1:2 |     | 2:2 | 2:0 | 3:1 | 3:0 | 3:1 |
| 12. Сондаль      | 2:1 | 1:1 | 0:3 | 1:0 | 1:2 | 2:0 | 1:1 | 1:0 | 0:1 | 1:0 | 1:1 |     | 0:0 | 0:0 | 1:3 | 3:1 |
| 13. Хёнефосс     | 1:1 | 1:1 | 1:4 | 0:1 | 2:2 | 2:1 | 3:2 | 1:0 | 1:4 | 0:0 | 3:1 | 0:0 |     | 1:1 | 1:1 | 0:0 |
| 14. Санднес Ульф | 0:2 | 2:1 | 1:1 | 5:1 | 2:2 | 3:3 | 0:2 | 0:2 | 0:0 | 0:1 | 1:1 | 3:1 | 1:0 |     | 5:1 | 2:1 |
| 15. Фредрикстад  | 0:2 | 2:3 | 1:2 | 2:0 | 3:0 | 3:4 | 0:0 | 1:2 | 4:2 | 3:4 | 1:3 | 2:1 | 0:2 | 3:4 |     | 5:1 |
| 16. Стабек       | 0:5 | 1:2 | 0:2 | 0:1 | 0:1 | 0:4 | 0:2 | 1:3 | 0:2 | 4:1 | 0:0 | 2:1 | 0:2 | 2:1 | 0:1 |     |

Цвета: синий = победа хозяев поля, жёлтый = ничья, красный = победа гостей.

## Календарь игр
| 1-й тур 23 марта - 2-1 Мольде — Стрёмсгодсет 24 марта - 0-0 Хёнефосс — Лиллестрём 25 марта - 0-4 Одд Гренланд — Сондаль - 2-1 Волеренга — Хогесунд - 0-0 Стабек — Олесунд - 1-0 Тромсё — Фредрикстад - 3-1 Русенборг — Бранн 26 марта - 2-2 Санднес Ульф — Викинг |  | 2-й тур 30 марта - 3-1 Бранн — Санднес Ульф 31 марта - 3-2 Стрёмсгодсет — Волеренга 1 апреля - 5-1 Фредрикстад — Стабек - 1-0 Викинг — Одд Гренланд - 0-0 Сондаль — Хёнефосс - 2-0 Хогесунд — Мольде - 2-2 Лиллестрём — Русенборг 2 апреля - 0-0 Олесунд — Тромсё |  | 3-й тур 9 апреля - 2-0 Одд Гренланд — Лиллестрём - 3-0 Тромсё — Стабек - 1-1 Санднес Ульф — Олесунд - 0-0 Русенборг — Сондаль - 3-3 Стрёмсгодсет — Хогесунд - 1-1 Хёнефосс — Фредрикстад - 2-1 Мольде — Бранн 10 апреля - 1-0 Волеренга — Викинг |  | 4-й тур 13 апреля - 1-2 Фредрикстад — Русенборг 15 апреля - 3-1 Тромсё — Санднес Ульф - 1-2 Бранн — Стрёмсгодсет - 1-1 Сондаль — Хогесунд - 2-1 Олесунд — Одд Гренланд - 1-1 Лиллестрём — Волеренга 16 апреля - 1-0 Викинг — Мольде - 0-2 Стабек — Хёнефосс |

| 5-й тур 20 апреля - 0-2 Волеренга — Сондаль 21 апреля - 2-1 Хогесунд — Бранн 22 апреля - 1-1 Одд Гренланд — Фредрикстад - 1-0 Стрёмсгодсет — Викинг - 2-1 Санднес Ульф — Стабек - 3-1 Хёнефосс — Олесунд - 3-0 Русенборг — Тромсё 23 апреля - 3-2 Мольде — Лиллестрём |  | 6-й тур 27 апреля - 2-2 Олесунд — Русенборг 28 апреля - 0-1 Лиллестрём — Стрёмсгодсет - 0-2 Викинг — Хогесунд - 0-0 Тромсё — Хёнефосс - 3-4 Фредрикстад — Санднес Ульф - 0-2 Стабек — Одд Гренланд - 2-1 Сондаль — Мольде 29 апреля - 1-2 Бранн — Волеренга |  | 7-й тур 4 мая - 3-1 Русенборг — Стабек 5 мая - 2-2 Одд Гренланд — Тромсё 6 мая - 1-0 Санднес Ульф — Хёнефосс - 3-2 Волеренга — Фредрикстад - 3-0 Стрёмсгодсет — Сондаль - 1-1 Хогесунд — Лиллестрём - 2-1 Мольде — Олесунд 7 мая - 0-0 Бранн — Викинг |  | 8-й тур 12 мая - 0-5 Стабек — Мольде - 3-1 Тромсё — Волеренга 13 мая - 1-1 Санднес Ульф — Русенборг - 1-2 Сондаль — Викинг - 3-1 Олесунд — Стрёмсгодсет - 0-0 Фредрикстад — Хогесунд - 1-4 Хёнефосс — Одд Гренланд - 3-4 Лиллестрём — Бранн |

| 9-й тур 16 мая - 2-0 Стрёмсгодсет — Тромсё - 0-1 Русенборг — Хёнефосс - 2-0 Мольде — Фредрикстад - 4-2 Хогесунд — Олесунд - 1-2 Викинг — Лиллестрём - 5-0 Бранн — Сондаль - 2-2 Одд Гренланд — Санднес Ульф 24 июня - 1-2 Волеренга — Стабек |  | 10-й тур 19 мая - 2-3 Фредрикстад — Стрёмсгодсет - 1-0 Хёнефосс — Волеренга 20 мая - 0-2 Санднес Ульф — Мольде - 5-1 Тромсё — Викинг - 1-0 Лиллестрём — Сондаль - 2-0 Олесунд — Бранн - 0-2 Стабек — Хогесунд - 0-0 Русенборг — Одд Гренланд |  | 11-й тур 23 мая - 2-0 Бранн — Фредрикстад - 0-0 Сондаль — Санднес Ульф - 1-0 Стрёмсгодсет — Одд Гренланд - 1-0 Викинг — Стабек - 0-0 Волеренга — Русенборг 24 мая - 3-2 Мольде — Тромсё - 0-0 Лиллестрём — Олесунд - 1-1 Хогесунд — Хёнефосс |  | 12-й тур 28 мая - 0-2 Санднес Ульф — Хогесунд - 4-1 Стабек — Лиллестрём - 1-1 Хёнефосс — Мольде - 2-0 Тромсё — Бранн 29 мая - 3-0 Фредрикстад — Викинг 24 июня - 3-3 Русенборг — Стрёмсгодсет - 2-2 Олесунд — Сондаль 11 июля - 2-3 Одд Гренланд — Волеренга |

| 13-й тур 28 июня - 1-3 Сондаль — Фредрикстад 30 июня - 2-1 Бранн — Стабек - 4-0 Стрёмсгодсет — Хёнефосс - 1-3 Лиллестрём — Санднес Ульф - 3-1 Мольде — Одд Гренланд - 1-1 Хогесунд — Тромсё - 1-4 Викинг — Русенборг 2 июля - 0-0 Волеренга — Олесунд |  | 14-й тур 7 июля - 2-1 Хёнефосс — Бранн - 1-1 Тромсё — Сондаль 8 июля - 0-2 Санднес Ульф — Волеренга - 1-1 Олесунд — Викинг - 1-2 Стабек — Стрёмсгодсет - 2-1 Одд Гренланд — Хогесунд - 1-0 Русенборг — Мольде 9 июля - 3-4 Фредрикстад — Лиллестрём |  | 15-й тур 13 июля - 4-2 Лиллестрём — Тромсё 14 июля - 1-2 Волеренга — Мольде 15 июля - 6-2 Бранн — Одд Гренланд - 3-0 Олесунд — Фредрикстад - 2-1 Викинг — Хёнефосс - 3-1 Сондаль — Стабек - 0-1 Хогесунд — Русенборг 16 июля - 2-1 Стрёмсгодсет — Санднес Ульф |  | 16-й тур 20 июля - 0-0 Хогесунд — Сондаль 21 июля - 1-2 Мольде — Викинг 22 июля - 0-2 Фредрикстад — Хёнефосс - 2-1 Бранн — Олесунд - 1-3 Стабек — Волеренга - 2-1 Одд Гренланд — Стрёмсгодсет 23 июля - 1-1 Русенборг — Лиллестрём 7 ноября - 5-1 Санднес Ульф — Тромсё |

| 17-й тур 27 июля - 5-0 Стрёмсгодсет — Фредрикстад 28 июля - 1-1 Лиллестрём — Мольде 29 июля - 3-1 Олесунд — Стабек - 3-2 Хёнефосс — Хогесунд - 5-0 Викинг — Санднес Ульф - 0-1 Сондаль — Одд Гренланд - 1-1 Тромсё — Русенборг 30 июля - 1-1 Волеренга — Бранн |  | 18-й тур 3 августа - 4-2 Хогесунд — Волеренга 4 августа - 1-1 Хёнефосс — Стрёмсгодсет - 2-1 Мольде — Сондаль 5 августа - 0-1 Санднес Ульф — Лиллестрём - 1-4 Одд Гренланд — Викинг - 2-0 Фредрикстад — Тромсё - 3-0 Русенборг — Олесунд 6 августа - 0-4 Стабек — Бранн |  | 19-й тур 10 августа - 3-1 Волеренга — Одд Гренланд 11 августа - 3-2 Бранн — Хогесунд 12 августа - 0-3 Сондаль — Русенборг - 4-0 Тромсё — Стрёмсгодсет - 2-2 Лиллестрём — Хёнефосс - 2-1 Стабек — Санднес Ульф - 3-0 Викинг — Фредрикстад - 0-1 Олесунд — Мольде |  | 20-й тур 24 августа - 1-0 Одд Гренланд — Бранн 25 августа - 3-3 Стрёмсгодсет — Лиллестрём 26 августа - 2-0 Мольде — Волеренга - 3-1 Санднес Ульф — Сондаль - 0-1 Хёнефосс — Тромсё - 4-1 Хогесунд — Стабек - 1-1 Русенборг — Викинг 27 августа - 1-3 Фредрикстад — Олесунд |

| 21-й тур 31 августа - 4-0 Волеренга — Санднес Ульф 1 сентября - 1-2 Лиллестрём — Фредрикстад 2 сентября - 2-0 Олесунд — Хёнефосс - 0-1 Хогесунд — Одд Гренланд - 0-1 Викинг — Тромсё - 1-1 Сондаль — Стрёмсгодсет - 4-1 Бранн — Мольде 3 сентября - 0-2 Стабек — Русенборг |  | 22-й тур 14 сентября - 4-0 Стрёмсгодсет — Олесунд 15 сентября - 1-0 Мольде — Хогесунд 16 сентября - 2-1 Фредрикстад — Сондаль - 3-3 Санднес Ульф — Бранн - 2-2 Хёнефосс — Викинг - 1-2 Одд Гренланд — Стабек - 3-0 Русенборг — Волеренга 17 сентября - 5-1 Тромсё — Лиллестрём |  | 23-й тур 21 сентября - 3-2 Викинг — Стрёмсгодсет 22 сентября - 1-2 Олесунд — Лиллестрём 23 сентября - 0-1 Стабек — Фредрикстад - 3-2 Хогесунд — Санднес Ульф - 1-0 Сондаль — Тромсё - 0-0 Одд Гренланд — Мольде - 2-1 Бранн — Русенборг 24 сентября - 3-2 Волеренга — Хёнефосс |  | 24-й тур 28 сентября - 5-2 Русенборг — Хогесунд 29 сентября - 0-0 Лиллестрём — Викинг 30 сентября - 1-0 Тромсё — Олесунд - 0-0 Санднес Ульф — Одд Гренланд - 0-0 Хёнефосс — Сондаль - 4-3 Мольде — Стабек - 2-0 Стрёмсгодсет — Бранн 1 октября - 1-2 Фредрикстад — Волеренга |

| 25-й тур 5 октября - 1-1 Волеренга — Стрёмсгодсет 6 октября - 1-1 Викинг — Олесунд 7 октября - 0-1 Стабек — Тромсё - 1-0 Хогесунд — Фредрикстад - 1-0 Сондаль — Лиллестрём - 3-2 Мольде — Санднес Ульф - 0-1 Одд Гренланд — Русенборг 8 октября - 3-2 Бранн — Хёнефосс |  | 26-й тур 19 октября - 2-0 Русенборг — Санднес Ульф 20 октября - 1-1 Лиллестрём — Одд Гренланд 21 октября - 2-0 Тромсё — Хогесунд - 3-1 Олесунд — Волеренга - 0-0 Хёнефосс — Стабек - 2-1 Викинг — Сондаль - 1-1 Стрёмсгодсет — Мольде 22 октября - 3-4 Фредрикстад — Бранн |  | 27-й тур 26 октября - 2-3 Хогесунд — Стрёмсгодсет 27 октября - 5-1 Санднес Ульф — Фредрикстад 28 октября - 1-0 Волеренга — Тромсё - 0-1 Стабек — Викинг - 1-1 Сондаль — Олесунд - 4-0 Одд Гренланд — Хёнефосс - 2-0 Мольде — Русенборг 29 октября - 2-3 Бранн — Лиллестрём |  | 28-й тур 2 ноября - 4-2 Фредрикстад — Одд Гренланд 3 ноября - 1-1 Тромсё — Мольде 4 ноября - 6-0 Лиллестрём — Стабек - 2-2 Олесунд — Хогесунд - 1-1 Хёнефосс — Санднес Ульф - 2-1 Викинг — Бранн - 2-1 Стрёмсгодсет — Русенборг 5 ноября - 1-0 Сондаль — Волеренга |

| 29-й тур 11 ноября - 0-2 Бранн — Тромсё - 2-1 Санднес Ульф — Стрёмсгодсет - 0-1 Русенборг — Фредрикстад - 1-2 Волеренга — Лиллестрём - 2-1 Стабек — Сондаль - 1-0 Хогесунд — Викинг - 3-0 Одд Гренланд — Олесунд - 1-0 Мольде — Хёнефосс |  | 30-й тур 18 ноября - 0-2 Фредрикстад — Мольде - 3-1 Стрёмсгодсет — Стабек - 0-1 Тромсё — Одд Гренланд - 0-0 Лиллестрём — Хогесунд - 3-1 Олесунд — Санднес Ульф - 1-4 Хёнефосс — Русенборг - 2-1 Викинг — Волеренга - 2-0 Сондаль — Бранн |

## Статистика сезона
| Место | Игрок                | Клуб                     | Голы | Игры | Average |
| ----- | -------------------- | ------------------------ | ---- | ---- | ------- |
| 1     | Петер Ковач          | Стрёмсгодсет             | 14   | 28   | 0.50    |
| 1     | Зденек Ондрашек      | Тромсё                   | 14   | 29   | 0.48    |
| 3     | Дави Клауд Анган     | Мольде                   | 13   | 26   | 0.50    |
| 4     | Никола Джурдич       | Хогесунд                 | 12   | 18   | 0.67    |
| 5     | Раде Прица           | Русенборг                | 11   | 26   | 0.42    |
| 5     | Ким Ойо              | Бранн                    | 11   | 29   | 0.38    |
| 5     | Ола Камара           | Стрёмсгодсет             | 11   | 30   | 0.37    |
| 8     | Рику Риски           | Хёнефосс                 | 10   | 26   | 0.38    |
| 8     | Урлик Фло            | Сондаль                  | 10   | 27   | 0.37    |
| 8     | Боржек Дочкал        | Русенборг                | 10   | 27   | 0.37    |
| 8     | Александер Содерлунд | Хогесунд                 | 10   | 29   | 0.34    |
| 8     | Торгейр Борвен       | Одд Гренланд / Волеренга | 10   | 29   | 0.34    |

| Rank | Scorer                | Club         | Assists |
| ---- | --------------------- | ------------ | ------- |
| 1    | Ойвинд Сторфлор       | Стрёмсгодсет | 10      |
| 2    | Петтер Вааган Моэн    | Лиллестрём   | 9       |
| 3    | Мохаммед Феллах       | Волеренга    | 8       |
| 3    | Даниэл Фредхайм Хольм | Русенборг    | 8       |
| 3    | Стейнтор Торстейнссон | Санднес Ульф | 8       |
| 6    | Йо Инге Бергет        | Мольде       | 7       |
| 6    | Александер Содерлунд  | Хогесунд     | 7       |
| 6    | Ким Охо               | Бранн        | 7       |
| 6    | Разак Нуху            | Стрёмсгодсет | 7       |
| 6    | Магнус Андерсен       | Тромсё       | 7       |